# Myrkvar
Myrkvar is een Nederlandse folk- en vikingmetalband beïnvloed door black metal.

## Geschiedenis
Myrkvar werd in 2003 opgericht onder de naam Lord Astaroth en speelde aanvankelijk traditionele black metal. In 2004 werd de eerste demo opgenomen met daarop drie Engelstalige nummers.
In de loop van de jaren veranderde de band behoorlijk vaak van samenstelling en langzaam ook van stijl: invloeden uit de folk- en vikingmetal werden dominanter en de black metal verschoof wat naar de achtergrond. Ten tijde van de tweede demo in 2006 waren de folkinvloeden duidelijk hoorbaar, onder meer door het gebruik van de viool en fluit. Ook werden de teksten nu in het Nederlands gezongen en werd het oude logo vervangen door een nieuwer, leesbaarder, exemplaar.
In 2006 en 2007 werd het eerste album Als een woeste horde opgenomen, in 2008 werd dit album uitgebracht door het Belgische Shiver Records. In datzelfde jaar verscheen ook de single Trollen met de prei, een 'cover' van Het meisje met de prei.
De band is een redelijk bekende naam op de Nederlandse metalpodia en heeft het podium gedeeld met bands als Ancient Rites, Finntroll, Heidevolk, Korpiklaani, Månegarm, Thyrfing en Turisas.
In 2012 verscheen het tweede album, getiteld As en Bloed. Dit is een conceptalbum, met teksten die vertellen over de Ragnarok.

## Discografie
- On Broken Wings (demo, 2004)
- I, Viking (demo, 2006)
- Als een woeste horde (album, 2008)
- Trollen met de prei (single, 2008)
- As en bloed (album, 2012)